# Lionel Simmons
Pour les articles homonymes, voir Simmons.
Lionel James "L-Train" Simmons, né le 14 novembre 1968 à Philadelphie en Pennsylvanie, est un joueur américain de basket-ball.

## Biographie
Ailier de 2 m issu de l'université La Salle, où il remporta les trophées Naismith College Player of the Year, USBWA men's player of the year award, John R. Wooden Award et Trophée Adolph Rupp lors de son année senior, il est sélectionné par les Kings de Sacramento au 7e rang de la draft 1990.
Simmons est le 3e meilleur marqueur de l'histoire de la NCAA avec 3 217 points inscrits juste derrière Pete Maravich et Freeman Williams. Il disputa sept saisons avec les Kings, marquant 5 833 points en carrière jusqu'à ce qu'il mette un terme prématurée à sa carrière en 1997 à cause de blessures chroniques.